# Contra proferentem
El principio de interpretación “contra proferentem”, también denominado "interpretatio contra stipulatorem", establece que cuando no es posible hacer una interpretación literal de un contrato por causa de cláusulas ambiguas o contradictorias, la interpretación no deberá beneficiar a la parte que redactó esas cláusulas ocasionando la oscuridad. 
Este principio existe tanto en el Common Law como en el Derecho español, donde está recogido en el artículo 1.288 del Código Civil de España y en el artículo 6.2 de la Ley de Condiciones Generales de la Contratación de España .